# 高田保

茨城県土浦市にある高田保像

高田 保（たかた たもつ / たかだ たもつ、1895年（明治28年）3月28日 - 1952年（昭和27年）2月20日）は、茨城県出身の劇作家、随筆家。俳号は羊軒。母方の従兄に近世文学研究者の山口剛がいる。

## 略歴
1895年、茨城県新治郡土浦町（現在の土浦市）の旧家に生まれる。子供の頃より気遣いが出来てまた話も面白く、同級の者以外とも交流するなど人望が厚かったという。旧制土浦中学校（現在の茨城県立土浦第一高等学校）を経て早稲田大学英文科へと進んだ。大学在学中から新劇運動に参加して宇野浩二を知るようになる。また、在学中に創立者・大隈重信の妻の銅像を建てるかの問題で「銅像事件」と呼ばれる騒動が起きるが、その時代を描いた尾崎士郎の小説『人生劇場・青春編』に、高田をモデルとした「吹岡早雄」という人物が登場している。上京した高田はモダンボーイとなるべく頻繁に銀座へ通って学生生活を謳歌した。1917年（大正6年）に早稲田大学を卒業する。
卒業後はペラごろとなって浅草公園の興行街で居所を転々とした後、「活動倶楽部」や「オペラ評論」の雑誌記者となる。この頃に古海卓二や根岸寛一と知り合い映画に接する様になり、1922年（大正11年）に根岸興行部の経営する浅草オペラの代表格である「金龍館」の文芸部に入った。この年、『案山子』で帝国劇場の戯曲懸賞に入選する。このとき他の入選者に永井龍男や川口松太郎がいた。高田は戯曲の本場の地であるパリに対して憧憬の念を抱き、パリが舞台の作品を読み漁った。演劇修養のためパリへの留学を切望していたが、資金不足によりこれは果たせなかった。1924年（大正13年）、文芸雑誌「新小説」に戯曲「天の岩戸」を発表して劇作家として認知されるようになった。
1927年（昭和2年）には戯曲集「人魂（ひとだま）黄表紙」を刊行する。1929年（昭和4年）に新築地劇団に加わってプロレタリア劇作家として活躍するが、翌1930年（昭和5年）に特高による検挙を受けて転向して新劇運動からは退いた。また、この頃の高田は映画監督としても活動し、1925年（大正14年）の「水の影」、1932年（昭和7年）の「少年諸君」など3本の映画を製作している。しかしながら、これらの映画は高評価を得ることは出来なかった。1933年（昭和8年）、大宅壮一、木村毅とともに『東京日日新聞』に学芸部長の阿部真之助の招きで入社、軽妙な雑文を書いた。だが、1938年（昭和13年）には退社し、新派や新国劇の脚色家・演出家となり商業演劇に活躍の場を移した。
1943年（昭和18年）、病気の進行により知人の勧めで大磯へ移住、その後再び転居して大磯内の旧島崎藤村邸へと移る。戦後は結核療養を経た後、1948年（昭和23年）から『東京日日新聞』に社友として随筆『ブラリひょうたん』を連載する。軽妙な文体ながら、「単独講和」「天皇制」「再軍備」などの政府の方針に反対する論を展開した。高田の庶民的文化人としての立場からの風刺は、ウィットとユーモアも含んでおり好評を博した。
高田は「昭和の斎藤緑雨」と称えられた。また、『とばした紙鳶』『トスナキアの娘』『トルとドス』などの小説も著している。また、大宅壮一はその文章を「マクラの阿部真之助、オチの高田保」と評したことでよく知られる。
1952年2月20日、学生時代から罹患していた肺結核により、かつて藤村が住んでいた神奈川県中郡大磯町の自宅で死去した。56歳没。戒名は清閑院文誉秀保居士。高田の没後に大宅は、高田の話術の上手さを讃えつつ、その話術を助けているものは高田の才智ではなく顔にあるとしたうえで、高田のテレビ出演が実現しないことを残念がった。

## 著書
- 人魂黄表紙 戯曲集 原始社 1927
- 宣伝 塩川書房 1930 （プロレタリア前衛小説戯曲新選集）
- 舗道雑記帳 時潮社 1933
- 有閑雑記帳 改造社 1934
- 其日以後 汎洋社 1943
- 風話 和敬書店 1948
- 二つの椅子 対談集 朝日新聞社, 1950
- ブラリひょうたん 1－3 創元社 1950－51　のち角川文庫　のち毎日新聞社刊
- 河童ひようろん 要書房 1951
- 青春虚実 創元社 1951
- いろは歌留多 文藝春秋新社 1952
- 我輩も猫である 要書房 1952
- 人情馬鹿 創元社 1952
- 高田保著作集 全5巻 創元社 1952－53
- ブラリひようたん日記 要書房 1953

翻訳
- 自動車の一生 イリヤ・エレンブルグ 内外社 1930

### 註釈
1. ↑  日付については3月27日とする記載もみられる[4]。